# Шарецкий, Семён Георгиевич
Семён Гео́ргиевич Шаре́цкий (бел. Сямён Георгіевіч Шарэцкі, род. 23 сентября 1936, Лавришево, Новогрудское воеводство, Польша) — последний Председатель Верховного Совета Республики Беларусь. Он сменил на этом посту Мечислава Гриба.
В 1994—1999 годах Председатель созданной им же Аграрной партии Беларуси.

## Образование
- 1959 — Белорусская сельскохозяйственная академия
- 1970 — Высшая партийная школа при ЦК КПБ

## Биография
- Заместитель председателя (1959—1963), председатель колхоза «Звезда»;
- старший преподаватель (1970—1976), заведующий кафедрой «Экономика и организация сельскохозяйственного производства» в Высшей партийной школе (1976—1984),
- председатель колхоза «Красное Знамя» Воложинского района Минской области (1984—1993).

С 1993 года — советник председателя Совета Министров Республики Беларусь

## Политическая карьера
В 1994—1999 годах — Председатель Аграрной партии Беларуси.
До конституционного кризиса 1996 года Аграрная партия была одной из наиболее массовых партий, количество членов достигало 12 000.
После 1996 года АП разваливается: около половины депутатов из фракции аграрников переходит в назначенную Лукашенко Палату представителей, тогда как С. Шарецкий и некоторые другие депутаты отказываются признавать новый законодательный орган. Власти под угрозой увольнения запрещают руководителям агропромышленных предприятий, на пожертвования которых действовала партия, поддерживать АП. Партия фактически перестает действовать.
Деятельность партии восстанавливается только в марте 2000 года — но уже в качестве пропрезидентской партии. Лояльные режиму аграрии проводят первый после 1996 года съезд АП, который избирает на пост главы партии Михаила Шиманского, главного редактора подконтрольной властям «Народной газеты» (С. Шарецкий был исключен из АП ещё в 1998 году).
1995—1996 — депутат Верховного Совета Республики Беларусь.
Январь 1996 — ноябрь 1996 — исполняющий обязанности председателя Верховного Совета.
21 июля 1999 года депутаты Верховного Совета 13 созыва, верные Конституции 1994 года, назначили его и. о. президента.
Жил в Вильнюсе (Литва) (1999—2001), принимаемый как глава легитимной власти Беларуси; ему была предоставлена государственная охрана. С июля 2001 года живёт в США.

## Заслуги
Кандидат экономических наук (1972), доктор экономических наук (1984), профессор (1989).
Член-корреспондент ВАСХНИЛ (1991). Академик Академии аграрных наук Республики Беларусь (1996), член-корреспондент Российской сельскохозяйственной академии, академик Украинской академии аграрных наук и Международной академии информационных процессов и технологий.

## Труды
- Трагедыя Беларусі, або Што такое сапраўдны лукашызм. — Мн., 1998. — 94, [1] с.
- Наш беларускі Дом: Лёс нацыі на еўрап. скрыжаванні. — Мн.: Бацькаўшчына, 1999. — 268, [2] с.
- Яшчэ раз аб нацыянальнай ідэі беларускага народа / Сямён Шарэцкі. — Вильнюс: Выд-ва ULA, [2000?]. — 84 с.
- Іх лёсы зьвязаныя зь Вільняй. Вільня, 2001.
- Вдумываясь в прошлое / Семён Шарецкий. — Сан-Франциско: [б. и.], 2017. — 360 с.
- Наши Современники / Семён Шарецкий. — Сан-Франциско: [б. и.], 2020. — 437 с., ISBN 978-0-578-81954-9
- Лукашизм и его преступления / Семён Шарецкий. — Сан-Франциско: [б. и.], 2021. — 180 с., ISBN 978-0-578-85744-2
- О чём молчать не можем / Семён Шарецкий. — Сан-Франциско: [б. и.], 2022. — 197 с., ISBN 978-0-578-36108-6
- Обращения, статьи, стихи 2021 - 2023 / Семён Шарецкий. — Сан-Франциско: 2023.
- Зачем уподобляться А.Гитлеру? / Семён Шарецкий. — Сан-Франциско: 2023.
- Статьи 2024 года / Семён Шарецкий. — Сан-Франциско: 2024.
- Величайшая трагедия XX века / Семён Шарецкий. — Сан-Франциско: 2024. — 553 с., ISBN 979-8-218-43515-8
- Статьи 2025 года / Семён Шарецкий. — Сан-Франциско: 2025.